# Brodhead (Wisconsin)
Brodhead es una ciudad ubicada en el condado de Green en el estado estadounidense de Wisconsin. En el Censo de 2010 tenía una población de 3.293 habitantes y una densidad poblacional de 692,88 personas por km².

## Geografía
Brodhead se encuentra ubicada en las coordenadas 42°37′1″N 89°22′31″O / 42.61694, -89.37528. Según la Oficina del Censo de los Estados Unidos, Brodhead tiene una superficie total de 4.75 km², de la cual 4.75 km² corresponden a tierra firme y (0%) 0 km² es agua.

## Demografía
Según el censo de 2010, había 3.293 personas residiendo en Brodhead. La densidad de población era de 692,88 hab./km². De los 3.293 habitantes, Brodhead estaba compuesto por el 96.39% blancos, el 0.12% eran afroamericanos, el 0.27% eran amerindios, el 0.49% eran asiáticos, el 0% eran isleños del Pacífico, el 1.91% eran de otras razas y el 0.82% pertenecían a dos o más razas. Del total de la población el 3.8% eran hispanos o latinos de cualquier raza.